# Carey Joyce
Carey Patrick Joyce (* 1. August 1922 in Fermoy, County Cork, Irland; † 24. Oktober 2010 im County Cork) war ein irischer Politiker der Fianna Fáil.

## Leben
Joyce arbeitete als Landwirt und Lohnunternehmer. Er war Mitglied des Cork County Council von 1974 bis 1999. Bei den Wahlen zum Dáil Éireann 1981 wurde er im Wahlkreis Cork East gewählt und zog als Teachta Dála (Abgeordneter) in den Dáil Éireann ein. Schon bei den Wahlen zum Dáil Éireann Februar 1982 verlor er seinen Sitz. Er trat dann nicht mehr zu den Wahlen an.
Joyce war mit Margaret verheiratet und hatte mit ihr zwei Kinder.